# Somaliland National Television
Somaliland National Television (SLNTV) est une chaîne de télévision publique dépendant du gouvernement de la République du Somaliland. Le Somaliland est un État non reconnu par les Nations unies qui a proclamé son indépendance de la Somalie le 18 mai 1991.
Somaliland National Television est la seule chaîne de télévision publique du territoire, qui dispose également d'une station de radio publique, Radio Hargeisa (du nom de la capitale somalilandaise, Hargeisa), et d'une chaîne de télévision privée, Somaliland Television. Les émissions de la télévision somalienne, SNTV, ne sont en revanche pas relayées.
La télévision d'État somalilandaise est une chaîne généraliste, émettant 24 heures sur 24. Elle est disponible par voie hertzienne dans les principales agglomérations, le reste du territoire bénéficiant d'une couverture par satellite depuis 2011. Diffusée en clair sur Hot Bird (13° est), la chaîne peut ainsi être reçue en Afrique du Nord, au Moyen-Orient et en Europe, lui permettant d'être également regardée par les membres de la diaspora. Sa grille des programmes est caractéristique d'une chaîne généraliste, et mêle séries, documentaires, débats, émissions religieuses, variétés et journaux télévisés (Warka Telefishanka Qaranka — Informations de la Télévision nationale). L'actualité nationale et internationale est évoquée à travers des reportages, de même que la politique intérieure du territoire.